# مارسين ليفاندوفسكي
مارسين ليفاندوفسكي (بالبولندية: Marcin Lewandowski)‏ هو عداء مسافات متوسطة بولندي، ولد في 13 يونيو 1987 في شتشين في بولندا.

## وصلات خارجية
- مارسين ليفاندوفسكي على موقع الاتحاد الدولي لألعاب القوى (الإنجليزية)
- مارسين ليفاندوفسكي على موقع الاتحاد الأوروبي لألعاب القوى (الإنجليزية)
- مارسين ليفاندوفسكي على موقع الرابطة البولندية لألعاب القوى (البولندية)
- مارسين ليفاندوفسكي على موقع الدوري الماسي (الإنجليزية)
- مارسين ليفاندوفسكي على موقع اللجنة الأولمبية الدولية (الإنجليزية)
- مارسين ليفاندوفسكي على موقع أوليمبيديا (الإنجليزية)
- مارسين ليفاندوفسكي على موقع اللجنة الأولمبية البولندية (مؤرشف) (البولندية)